# Longin (évêque)
Longin est un évêque chrétien monophysite qui, à partir de 569, se rendit dans les royaumes de Nobatie et d'Alodie (dans l'actuel Soudan) pour y organiser des Églises. Son ministère est retracé par Jean d'Éphèse dans son Histoire ecclésiastique.

## Missions en Nobatie
À une date incertaine entre 536 et 548, un prêtre monophysite du nom de Julien s'était fait missionner par l'impératrice Théodora, sympathisante de cette tendance, pour aller convertir le roi des Nobades. L'empereur Justinien lui-même avait alors organisé une mission concurrente de l'Église officielle diphysite, mais Théodora était parvenue à soudoyer le duc byzantin de Thébaïde (la province frontalière) pour qu'il retarde les religieux envoyés par l'empereur et favorise Julien. Ce dernier était arrivé avant ses rivaux auprès du roi des Nobades, qui s'appelait Silco, l'avait converti, et avait fait éconduire les missionnaires de l'Église « chalcédonienne ». Après deux ans passés auprès de ses néophytes, il avait rattaché la Nobatie au diocèse de l'évêque de Haute-Égypte Théodore de Philæ et était rentré à Constantinople.
Longin était un prêtre qui vivait à Constantinople auprès de Théodose, patriarche monophysite d'Alexandrie, lequel fut retenu dans la capitale en résidence surveillée de 539 jusqu'à sa mort en juin 566. À la fin de sa vie, le patriarche, devenu infirme, faisait accomplir les actes de sa fonction par Longin. Le jour de sa mort, on ne sait pourquoi, il se souvint particulièrement des Nobades, ordonnant de leur donner leur propre évêque et de confier cette charge à Longin. Sitôt le patriarche enterré, celui-ci fut donc consacré évêque et fit ses préparatifs de départ. Il avait déjà fait placer ses bagages dans un navire en partance, quand des hommes du palais impérial vinrent l'appréhender : certains conseillers avaient persuadé l'empereur Justin II que ce monophysite intransigeant allait pousser le roi des Nobades à une attitude hostile envers l'Empire byzantin. Longin fut retenu trois ans dans la capitale. Finalement, comprenant qu'il n'obtiendrait jamais d'autorisation, il s'échappa clandestinement affublé d'une perruque (étant naturellement chauve), et se hâta vers la Nobatie accompagné de deux serviteurs. Apprenant sa fuite, l'empereur, furieux, tenta de le faire arrêter avant la frontière par sa police. Mais une fois à la cour de Nobatie, Longin obtint du roi qu'il dépêchât vers l'empereur une ambassade chargée de cadeaux. Jean d'Éphèse raconte qu'il assista à la réception de l'ambassadeur, qui déclara que les dignitaires nobades étaient chrétiens depuis un moment déjà, mais qu'ils n'avaient compris ce qu'était le christianisme que depuis l'arrivée de Longin.

## Schisme à Alexandrie
Celui-ci resta six ans parmi les Nobades. En 575, les monophysites d'Alexandrie étaient dans le désarroi, aucun successeur n'ayant été donné à l'ancien patriarche mort à Constantinople en 566. Les responsables Théodose, archiprêtre, et son neveu Théodore, archidiacre, écrivirent à Longin pour le presser de venir, lui l'ancien bras droit du patriarche, afin d'organiser une nouvelle élection. Longin quitta ses fidèles nubiens, malgré leurs instances, passa chez le très vieux Théodore de Philæ, qui ne pouvait se déplacer et lui remit ses pouvoirs, et gagna clandestinement le site monastique de l'Énaton, près du lac Maréotis, où les monophysites alexandrins avaient leur quartier-général. Il y fut rejoint par deux évêques syriens qui venaient justement le voir, lui et Théodore de Philæ, à propos de la réintégration de Paul le Noir, le patriarche monophysite d'Antioche qui était violemment rejeté par une partie de la communauté pour avoir accepté de signer un accord d'union avec l'Église impériale à Constantinople en 571. Or, il se trouve que Paul le Noir vivait alors non loin de là dans la clandestinité, sous un déguisement. Les deux évêques syriens l'amenèrent auprès de Longin qui était à la recherche d'un candidat pour le siège d'Alexandrie ; il trouva dans quelque désert de la région un archimandrite d'origine syrienne nommé Théodore, que lui et les deux Syriens consacrèrent patriarche d'Alexandrie de manière un peu expéditive et malgré ses résistances.
Ils avaient agi sans concertation et sans même avertir le clergé et les fidèles d'Alexandrie, en violant les procédures canoniques. Dans des lettres adressées à leurs coreligionnaires alexandrins, ils tentèrent de s'en justifier par les circonstances et les impératifs de sécurité. Leurs courriers furent d'autant plus mal reçus que la présence dans les parages du détesté Paul le Noir, dont la réintégration était loin d'être acceptée, faisait penser qu'il s'agissait d'une manœuvre de sa part, même si Jean d'Éphèse assure qu'il n'était même pas présent à la cérémonie de consécration de Théodore. Il y eut donc grande colère et grand tumulte dans la communauté d'Alexandrie, et six semaines plus tard un autre homme, un diacre nommé Pierre, fut élu patriarche et consacré par l'évêque Jean des Kellia et par deux autres évêques syriens. Longin s'y était donc si mal pris qu'il avait créé un nouveau schisme.
Le nouveau patriarche Pierre excommunia à la fois Théodore et Paul le Noir. Jacques Baradée, l'organisateur historique de la tendance, vint à Alexandrie et tenta de rétablir l'unité en reconnaissant Pierre, en reconnaissant aussi la déposition de Paul le Noir de son siège de patriarche d'Antioche, mais en obtenant de Pierre la levée des excommunications. Ce fut une levée de boucliers en Syrie, où le schisme se déplaça, opposant les « Paulites » et les « Jacobites ». Longin et son patriarche Théodore, après une tournée en Égypte, se rendirent en Syrie pour défendre leur point de vue. Après avoir laissé Théodore, peu entreprenant, à Tyr, Longin se rendit auprès de l'émir des Ghassanides, al-Mundhir, qui était le « patron » laïc des monophysites, et qui soutenait les « Paulites ». Un évêque jacobite du nom de Jean vint lui proposer de rencontrer Jacques Baradée seul à seul, dans un monastère Mar Hanina situé en plein désert, mais quand il y entra, il se retrouva au milieu d'une grande assemblée de moines et de laïcs surexcités qui tentèrent de lui arracher une signature au bas d'un document. Il parvint à grand-peine à s'en extraire. Il resta environ un an en Syrie, sans obtenir aucun résultat, puis rentra en Égypte. Ses relations finirent par se tendre avec son patriarche Théodore, qui lui reprochait de plus en plus vivement de l'avoir tiré de son monastère.

## Voyage en Alodie
Le roi des Nobades dépêcha des gens à Alexandrie pour rappeler Longin. Le parti monophysite majoritaire (celui de Pierre, puis de son successeur Damien) tenta d'ailleurs d'attirer le royaume nouvellement converti dans sa mouvance, représentant au roi que Longin était excommunié et privé désormais de toute légitimité, mais les Nobades ne juraient que par l'évêque dont ils avaient eu dans le passé toute satisfaction. Longin était de retour dans leur capitale, Pakhoras, vers 580. Pendant son absence, le roi d'Alodie, royaume plus méridional, qui voulait aussi se convertir, avait écrit à son collègue de Nobatie pour qu'il lui envoie cet évêque dont il était si satisfait. Le patriarche hostile Damien dépêcha deux évêques à la cour d'Alodie, mais rien n'y fit : « Nous ne savons pas qui vous êtes, leur répondit-on ; c'est Longin que nous voulons ».
Longin se mit en route vers le royaume d'Alodie, qui se trouvait loin vers le sud, avec des chameaux et des hommes du désert que le roi des Nobades lui avait accordés. Le voyage fut terrible : l'évêque et ses assistants tombèrent malades, dix-sept chameaux moururent d'insolation. Il y avait de plus entre la Nobatie et l'Alodie un autre royaume appelé la Makurie qui était hostile et dont le roi fit tout pour empêcher le convoi d'arriver à destination. Le roi d'Alodie les fit escorter depuis sa frontière par son officier Itiqā, et il vint lui-même à la rencontre de l'évêque et le reçut avec éclat. Quelques jours après, il se fit baptiser. Jean d'Éphèse reproduit la lettre enthousiaste que ce roi adressa à son collègue de Nobatie, des extraits de celle que Longin écrivit au même, charge à lui de la faire parvenir au patriarche Théodore à Alexandrie, et la lettre personnelle que le roi de Nobatie (dont le nom est orthographié en alphabet syriaque Wrpywl) joignit pour le patriarche.
Dans sa lettre, Longin parle de chrétiens qui se trouvaient en Alodie et qui venaient du royaume d'Axoum. Ils adhéraient paraît-il à la doctrine de Julien d'Halicarnasse, c'est-à-dire qu'ils étaient d'une autre Église monophysite. Longin et ses compagnons les attirèrent dans leur mouvance.
Là se termine le récit de Jean d'Éphèse. On ignore quelle fut la suite du ministère de Longin.